# Otto Coninx-Wettstein
Otto Coninx-Wettstein (* 7. Oktober 1915 in Zürich; † 19. März 2001 in Zollikon) war ein Schweizer Jurist und Verleger.

## Leben
Otto Coninx war ein Sohn von Otto Coninx-Girardet, seine Mutter war Berta Coninx, geborene Girardet, die Tochter von Wilhelm Girardet. Er studierte Rechtswissenschaft und promovierte über die Wohnsitzgarantie in der Schweizer Bundesverfassung.
Ab 1942 nahm Otto Coninx – zusammen mit seinem älteren Bruder Werner Coninx – Einsitz in den Verwaltungsrat des Familienunternehmens Tages-Anzeiger für Stadt und Kanton Zürich AG, ab 1943 war er dort auch operativ tätig. Nach dem Tod seines Vaters Otto Coninx-Girardet übernahm er 1956 die Geschäftsleitung des Zürcher Verlagshauses, aus dem die heutige Tamedia hervorging, und wurde zugleich dessen Verwaltungsratspräsident.
1978 gab er die operative Leitung des Unternehmens ab, und 1987 übergab er auch das Verwaltungsratspräsidium an seinen Sohn Hans Heinrich Coninx. Bis zu seinem Tod blieb er Ehrenpräsident des Verwaltungsrats.
1978 belegte er gegen den Willen der Tages-Anzeiger-Redaktion Niklaus Meienberg mit einem langjährigen Schreibverbot, da dieser einen ironischen Text über den Fürsten von Liechtenstein verfasst hatte.

## Werke
- Die Bedeutung der Wohnsitzgarantie von Art. 59 der Bundesverfassung im internationalen Rechtsverkehr. Zürcher Studien zum internationalen Recht., Nr. 7. Dissertation. Polygraphischer Verlag, Zürich 1942.